# Taraxacum parnassicum
Taraxacum parnassicum — вид квіткових рослин з підродини цикорієвих (Cichorioideae).

## Поширення
Англія, Уельс, Північна Ірландія, Ірландія, Данія, Швеція, Нідерланди, Бельгія, Люксембург, Німеччина, Швейцарія, Австрія, Польща, Чехія, Словаччина, Угорщина, Франція (у т. ч. Корсика), Італія, Чорногорія, Македонія, Румунія, Болгарія, Греція, Україна.
Населяє потоптані ксеротермні луки, кам'янисті схили, трав'янисті стежки, антропогенні місця існування, лужні мілкі ґрунти.

## Біоморфологічна характеристика
Це багаторічна рослина. Належить до Taraxacum sect. Erythrosperma. Це невелика трав'яниста рослина з багатою кореневою розеткою. Листки зазвичай голі, з пластиною від вузько видовженої до вузько-ланцетної форми, у довжину 5–15 см і 1–3 см ушир; бічні відділи порівняно невеликі, трикутні, злегка зігнуті. Центральна жилка червоно-пурпурна до середини. Квіткова голова (кошик) ≈ 2 см у діаметрі, блідо-жовта. Зовнішніх приквітків 9–12; вони ланцетні, 5–8 мм завдовжки,  ≈ 1 мм завширшки, до ледь червонуватого кольору, з дуже вузькою облямівкою або без неї. У крайових квіток на звороті плоский язичок з рожевою смугою, у центральних — язичок порізаний червоними зубцями. Сім'янки темно-винно-червоного кольору 3–4 мм завдовжки, у верхній третині шипуваті, з вузькою пірамідкою і дзьобом до 7 мм.